# 王建肇
王建肇，晚唐军阀，887年 - 888年控制荆南，后控制武泰军直至乾宁三年（896年）降于王建。

## 家世和控制荆南
王建肇家世记载极少，二十四史里没有他的传。史籍首次提及他是光启三年（887年），当时他效命于自称山南東道留后并效忠于奉国军节度使秦宗权的趙德諲。秦宗权本是唐将，但已背叛唐僖宗并在蔡州称帝。这年十二月，趙德諲攻打荆南，杀节度使張瓌。随后，他留时任裨将王建肇守荆南，此时荆南军部江陵府在战后仅剩下几百户了。
文德元年（888年）四月，歸州刺史郭禹（本名成汭，因杀人亡命而改名）攻打荆南，驱逐王建肇。王建肇逃往黔州。大顺元年（890年）前后，王建肇降唐，乾宁二年（895年）被任为武泰节度使。

## 任武泰节度使
王建肇管治武泰的记录记载也很少。乾宁三年（896年）五月，已改回本名的成汭派副将許存沿长江西进攻打王建肇的领地。王建肇抵抗不住，奔黔州，成汭将赵武率许存攻王建肇，王建肇弃黔州，撤退到豐都。
成汭任赵武为武泰留后，许存为万州刺史。许存被成汭怀疑遭成汭遣将袭击，逃到丰都，在赵武频繁攻打下，当月，王建肇抵御不住，与许存一同投降西川节度使王建。这是史籍对王建肇的最后记载，史籍并未记载他是否曾在王建帐下参与作战，也未记载他卒于何时。